# Dubai Tennis Championships 2021 - Qualificazioni singolare maschile
Le qualificazioni del singolare maschile del Dubai Tennis Championships 2021 sono state un torneo di tennis preliminare per accedere alla fase finale della manifestazione. I vincitori dell'ultimo turno sono entrati di diritto nel tabellone principale. In caso di ritiro di uno o più giocatori aventi diritto a questi sono subentrati i lucky loser, ossia i giocatori che hanno perso nell'ultimo turno ma che avevano una classifica più alta rispetto agli altri partecipanti che avevano comunque perso nel turno finale.

## Teste di serie
1. Radu Albot (ultimo turno)
2. Lloyd Harris (qualificato)
3. Emil Ruusuvuori (qualificato)
4. Michail Kukuškin (qualificato)
5. Christopher O'Connell (qualificato)
6. Evgenij Donskoj (primo turno)

1. Prajnesh Gunneswaran (primo turno)
2. Marc Polmans (primo turno)
3. Bernabé Zapata Miralles (qualificato)
4. Lorenzo Giustino (primo turno)
5. Blaž Rola (ultimo turno)
6. Thomas Fabbiano (ultimo turno)

## Qualificati
1. Bernabé Zapata Miralles
2. Lloyd Harris
3. Emil Ruusuvuori

1. Michail Kukuškin
2. Christopher O'Connell
3. Yuki Bhambri

## Tabellone

### Legenda
| - Q = Qualificato - WC = Wild card - LL = Lucky loser | - ALT = Alternate - SE = Special Exempt - PR = Protected Ranking | - w/o = Walkover - r = Ritirato - d = Squalificato |

### Sezione 1
|  | Primo turno | Primo turno             | Primo turno             | Primo turno | Primo turno |  |  | Ultimo turno | Ultimo turno            | Ultimo turno | Ultimo turno | Ultimo turno |  |
|  |             |                         |                         |             |             |  |  |              |                         |              |              |              |  |
|  | 1           | Radu Albot              | 3                       | 6           | 6           |  |  |              |                         |              |              |              |  |
|  |             | Lukáš Lacko             | 6                       | 4           | 4           |  |  | 1            | Radu Albot              | 6            | 5            | 4            |  |
|  | WC          | Omar Alawadhi           | Omar Alawadhi           | 0           | 0           |  |  | 9            | Bernabé Zapata Miralles | 2            | 7            | 6            |  |
|  | 9           | Bernabé Zapata Miralles | Bernabé Zapata Miralles | 6           | 6           |  |  |              |                         |              |              |              |  |

### Sezione 2
|  | Primo turno | Primo turno        | Primo turno        | Primo turno | Primo turno |  |  | Ultimo turno | Ultimo turno | Ultimo turno | Ultimo turno | Ultimo turno |  |
|  |             |                    |                    |             |             |  |  |              |              |              |              |              |  |
|  | 2           | Lloyd Harris       | Lloyd Harris       | 6           | 6           |  |  |              |              |              |              |              |  |
|  |             | Tejmuraz Gabašvili | Tejmuraz Gabašvili | 1           | 2           |  |  |              | Lloyd Harris | Lloyd Harris | 6            | 6            |  |
|  |             | Dmitry Popko       | 3                  | 6           | 6           |  |  | 11           | Blaž Rola    | Blaž Rola    | 2            | 4            |  |
|  | 11          | Blaž Rola          | 6                  | 4           | 7           |  |  |              |              |              |              |              |  |

### Sezione 3
|  | Primo turno | Primo turno      | Primo turno    | Primo turno | Primo turno |  |  | Ultimo turno | Ultimo turno    | Ultimo turno    | Ultimo turno | Ultimo turno |  |
|  |             |                  |                |             |             |  |  |              |                 |                 |              |              |  |
|  | 3           | Emil Ruusuvuori  | 7              | 4           | 6           |  |  |              |                 |                 |              |              |  |
|  | WC          | Dimitar Kuzmanov | 64             | 6           | 1           |  |  | 3            | Emil Ruusuvuori | Emil Ruusuvuori | 6            | 6            |  |
|  |             | Viktor Troicki   | Viktor Troicki | 7           | 6           |  |  |              | Viktor Troicki  | Viktor Troicki  | 2            | 2            |  |
|  | 8           | Marc Polmans     | Marc Polmans   | 5           | 0           |  |  |              |                 |                 |              |              |  |

### Sezione 4
|  | Primo turno | Primo turno      | Primo turno      | Primo turno | Primo turno |  |  | Ultimo turno | Ultimo turno     | Ultimo turno     | Ultimo turno | Ultimo turno |  |
|  |             |                  |                  |             |             |  |  |              |                  |                  |              |              |  |
|  | 4           | Michail Kukuškin | '7               | 3           | 6           |  |  |              |                  |                  |              |              |  |
|  |             | Maxime Janvier   | 5                | 6           | 1           |  |  | 4            | Michail Kukuškin | Michail Kukuškin | 6            | 6            |  |
|  | Alt         | Andrea Vavassori | Andrea Vavassori | 3           | 3           |  |  | 10           | Lorenzo Giustino | Lorenzo Giustino | 2            | 2            |  |
|  | 10          | Lorenzo Giustino | Lorenzo Giustino | 6           | 6           |  |  |              |                  |                  |              |              |  |

### Sezione 5
|  | Primo turno | Primo turno           | Primo turno           | Primo turno | Primo turno |  |  | Ultimo turno | Ultimo turno          | Ultimo turno          | Ultimo turno | Ultimo turno |  |
|  |             |                       |                       |             |             |  |  |              |                       |                       |              |              |  |
|  | 5           | Christopher O'Connell | Christopher O'Connell | 6           | 6           |  |  |              |                       |                       |              |              |  |
|  |             | Cem İlkel             | Cem İlkel             | 3           | 4           |  |  | 5            | Christopher O'Connell | Christopher O'Connell | 6            | 6            |  |
|  | WC          | Abdulrahman Al Janahi | Abdulrahman Al Janahi | 1           | 2           |  |  | 12           | Thomas Fabbiano       | Thomas Fabbiano       | 2            | 4            |  |
|  | 12          | Thomas Fabbiano       | Thomas Fabbiano       | 6           | 6           |  |  |              |                       |                       |              |              |  |

### Sezione 6
|  | Primo turno | Primo turno          | Primo turno          | Primo turno | Primo turno |  |  | Ultimo turno | Ultimo turno        | Ultimo turno | Ultimo turno | Ultimo turno |  |
|  |             |                      |                      |             |             |  |  |              |                     |              |              |              |  |
|  | 6           | Evgenij Donskoj      | Evgenij Donskoj      | 4           | 4           |  |  |              |                     |              |              |              |  |
|  |             | Ramkumar Ramanathan  | Ramkumar Ramanathan  | 6           | 6           |  |  |              | Ramkumar Ramanathan | 5            | 7            | 2            |  |
|  | PR          | Yuki Bhambri         | Yuki Bhambri         | 6           | 6           |  |  | PR           | Yuki Bhambri        | 7            | 5            | 6            |  |
|  | 7           | Prajnesh Gunneswaran | Prajnesh Gunneswaran | 1           | 4           |  |  |              |                     |              |              |              |  |